# High Society (1956)
High Society is een Amerikaanse muziekfilm uit 1956 onder regie van Charles Walters, met in de hoofdrollen Bing Crosby, Grace Kelly en Frank Sinatra.
De film is gebaseerd op het toneelstuk The Philadelphia Story uit 1939 van Philip Barry. In 1940 maakte MGM een filmversie van het stuk onder dezelfde titel, geregisseerd door George Cukor. Katharine Hepburn, Cary Grant en James Stewart speelden destijds de hoofdrollen.
High Society is eigenlijk de musicalversie van The Philadelphia Story. De film markeerde het einde van de acteercarrière van Grace Kelly. Tijdens de opnames droeg ze al een verlovingsring en na de opnames trad ze in het huwelijk met prins Reinier III van Monaco. De film werd drie maanden na haar huwelijk uitgebracht.
High Society was een succes in de bioscopen en bracht 13 miljoen dollar op.

## Verhaal
De beroemde liedjesschrijver en miljonair C. K. Dexter-Haven organiseert een jazzfestival in Newport. Hij gebruikt een huis voor de repetities. Dit huis staat 'toevallig' naast dat van zijn ex-vrouw Tracy Lord. Zij is bezig met de voorbereidingen van haar huwelijk met de zelfvoldane George Kitteredge en niet helemaal zonder reden verdenkt Tracy Dexter er van met opzet het festival te hebben georganiseerd rond haar huwelijk. Dexter zegt nog altijd van haar te houden en herinnert Tracy er aan dat zij hem verlaten heeft omdat ze een snob is die niet wil leven met een liedjesschrijver. Twee journalisten van Spy Magazine, fotografe Liz en reporter Mike, arriveren voor een reportage over het 'huwelijk van het jaar'. Hun baas heeft een afspraak gemaakt met Tracy dat Spy Magazine niet zal schrijven over het slippertje van haar vader met een revuemeisje in ruil voor een exclusieve reportage. Tracy en George krijgen ruzie als de laatste haar wil behandelen als een godin en zij gewoon als een echte vrouw behandeld wil worden. Tracy vlucht weg en slaat aan het drinken. Ze ontmoet Mike die de aangeschoten Tracy op sleeptouw neemt. Als Mike haar probeert te omhelzen, vlucht ze weg. Als Mike Tracy later weer tegenkomt omhelst ze hem en springt vervolgens in het zwembad. George komt op het lawaai af en ziet hoe Mike Tracy uit het zwembad haalt. Hij verdenkt zijn aanstaande van overspel en haalt uit naar Mike. De klap wordt echter opgevangen door Dexter die tussen de twee springt. De volgende morgen heeft Tracy een kater en kan zich weinig herinneren van het gebeurde. George weet inmiddels dat er niets is gebeurd tussen Mike en zijn aanstaande en wil haar vergeven. Maar Tracy die inmiddels genoeg heeft van George, zegt dat ze niet in staat is om te trouwen met iemand die zo perfect is als hij. George verdwijnt en Tracy vraagt aan Dexter om raad. Die biedt aan om haar voor te zeggen wat ze tegen de wachtende gasten moet zeggen. Al snel beseft de verbaasde Tracy dat ze aan de wereld bekendmaakt dat ze eerst in het geheim is getrouwd met Dexter, daarna gescheiden en dat ze nu met een echte huwelijksceremonie met hem zal trouwen. Als ze beseft wat ze gezegd heeft, draait ze zich om en valt in zijn armen. Liz en Mike besluiten mee te doen en beloven elkaar ook eeuwige trouw.

## Rolverdeling

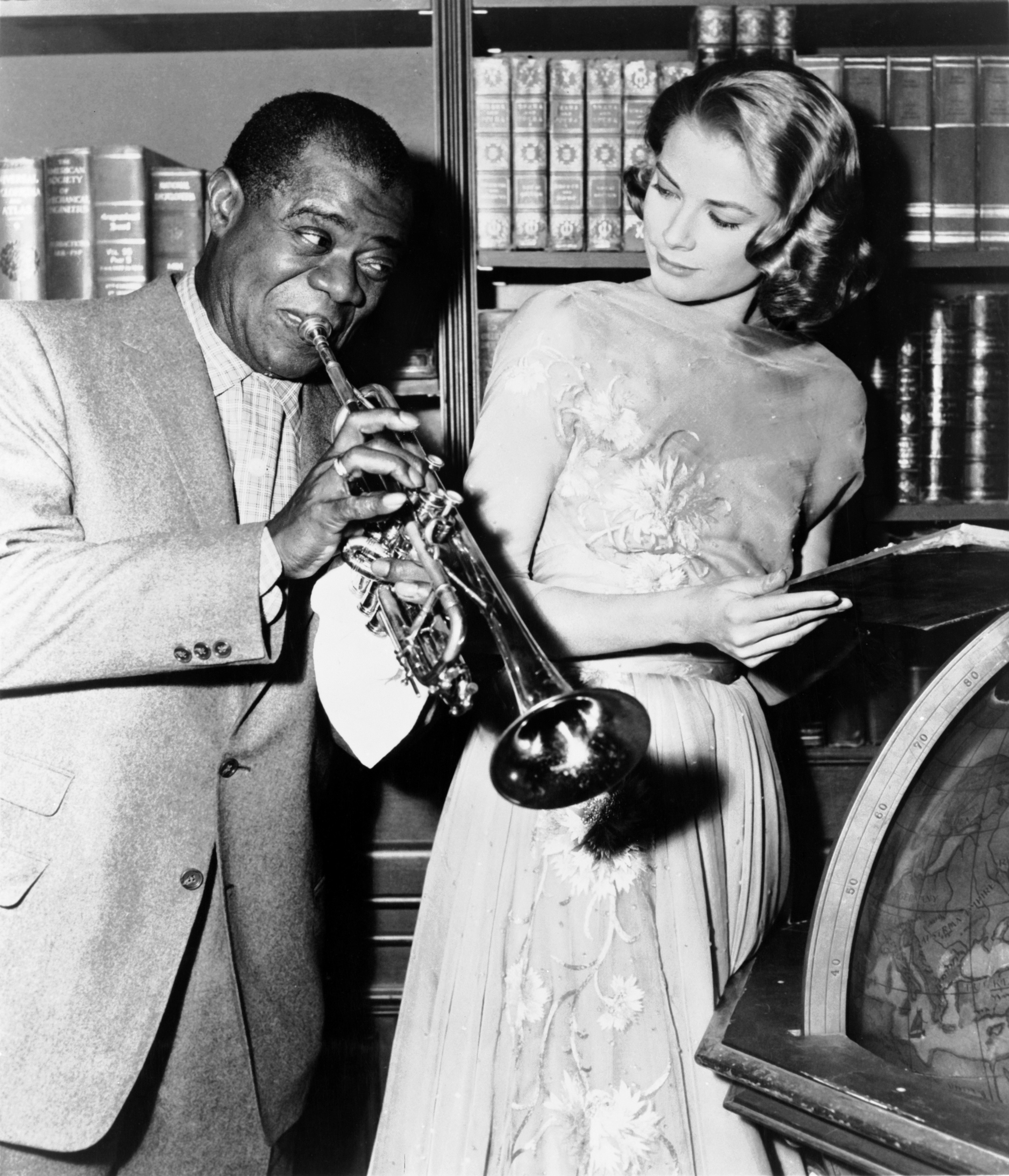
Louis Armstrong en Grace Kelly

| Acteur           | Personage         |
| ---------------- | ----------------- |
| Bing Crosby      | C.K. Dexter-Haven |
| Grace Kelly      | Tracy Lord        |
| Frank Sinatra    | Mike Connor       |
| Celeste Holm     | Liz Imbrie        |
| John Lund        | George Kittredge  |
| Louis Calhern    | Oom Willie        |
| Sidney Blackmer  | Seth Lord         |
| Louis Armstrong  | Louis Armstrong   |
| Margalo Gillmore | Mevrouw Lord      |
| Lydia Reed       | Caroline Lord     |
| Gordon Richards  | Butler            |
| Richard Garrick  | Butler            |

## Achtergrond
MGM was vastbesloten om High Society te maken met steracteurs: Bing Crosby, Frank Sinatra en Grace Kelly. Het was overigens niet eenvoudig om de drie sterren bij elkaar te krijgen. Zowel Crosby en Sinatra speelden in films en waren op tournee, terwijl Grace Kelly nog films maakte en tegelijkertijd bezig was met haar verloving met Prins Reinier van Monaco. Eigenlijk waren Bing Crosby en Frank Sinatra wat te oud voor hun rollen. Crosby was al 53 en Sinatra 40, terwijl het meisje dat tussen hen moest kiezen, werd vertolkt door de 26-jarige Grace Kelly. Overigens was Kelly niet de eerste keus voor de rol, dat was Elizabeth Taylor, maar zij kon zich niet vrij maken. Ook Patty McCormack werd getest voor de rol van Caroline Lord, maar uiteindelijk afgewezen. Howard Keel had laat weten geïnteresseerd te zijn in de rol van Dexter-Haven, maar werd terzijde geschoven toen Bing Crosby vrij bleek te zijn. Regisseur Charles Walters was zelf van oorsprong een danser, en een van de eerste regisseurs die zowel regie als choreografie deed. De film werd op locatie opgenomen in Bel Air, Los Angeles, California, USA en Newport, Rhode Island, USA. De film speelt gedeeltelijk tijdens het Newport Jazzfestival.

## Muziek
Louis Armstrong speelt een rol in de film. Samen met zijn band nam hij ook een aantal muzikale nummers voor zijn rekening. De band bestond uit: Edmond Hall (klarinet), Trummy Young (trombone), Billy Kyle (piano), Arvell Shaw (bass), en Barrett Deems (drums). De muziek werd geschreven door Cole Porter die voor het eerst in tien jaar weer voor het medium schreef. Hij kon daarbij gebruikmaken van twee van de beste Amerikaanse zangers uit die tijd, Sinatra en Crosby. Frank Sinatra was een fan van Crosby sinds zijn tienerjaren en zijn voornaamste reden om met de film mee te doen was dat hij een duet kon zingen met zijn grote voorbeeld. Probleem was dat Porter geen duet had voor beide zangers. Om Sinatra tevreden te stellen werd nog snel een oude Portersong en duet uit 1939: Did You Evah! aan de film toegevoegd. Grace Kelly maakte in haar afscheidsfilm ook haar zangdebuut.
De volgende nummers zijn in de film te horen (alle nummers zijn van Cole Porter):
- "High Society Calypso" (Louis Armstrong)
- "Little One" (Bing Crosby en Louis Armstrong and His Band)
- "Who Wants to be a Millionaire?" (Frank Sinatra en Celeste Holm)
- "True Love" (Bing Crosby en Grace Kelly)
- "I Love You Samantha" (Bing Crosby, en Louis Armstrong and His Band)
- "Well, Did You Evah" (Bing Crosby en Frank Sinatra)
- "Mind If I Make Love To You" (Frank Sinatra)
- "Now You Has Jazz" (Bing Crosby en Louis Armstrong and His Band)
- "You're Sensational" (Frank Sinatra)

## Ontvangst
De kritiek was niet al te enthousiast over de film. Over het algemeen vond men het een mindere versie van het origineel The Philadelphia Story. Wel werd de muziek van Cole Porter geprezen. Het publiek trok zich echter weinig aan van de kritieken en kwam massaal naar de bioscoop. De film had 2 miljoen dollar gekost en bracht uiteindelijk 13 miljoen op.

## Prijzen
Er waren twee Oscarnominaties, een voor het Beste originele liedje ("True Love") en een voor de beste muziek (Cole Porter). Geen van beide nominaties werd verzilverd.